# Indoeuropljani
Indoeuropljani - Ime narodima koji se služe jezicima indoeuropske jezične porodice, i čije se porijeklo traži u hipotetičkim Proto-Indoeuropljanima koji su se služili proto-indoeuropskim jezikom. U 2. tisućljeću prije Krista događaju se velike migracije širom svijeta, koje su prema britanskom povjesničaru Robertu Gravesu izazvale klimatske promjene. Točna lokacija indoeuropskih predaka u stručnim krugovima još je pod debatom. Spominje se među ostalima, da su obitavali u području Kirgistana i Uzbekistana. Utvrđeno je međutim da su svi potomci Proto-Indoeuropljana obožavali brojna, striktno antropomorfna božanstva koncentrirana oko groma (Perun, Zeus, Jupiter, Indra, Odin). 
Migracije Proto-Indoeuropljana odvijale su se u dva smjera. Jedna se odvijala u smjeru zapada, druga je tekla južno. Njihovi jezici prema nazivima za brojku 100, podijeljeni su na centum i satem jezike.  
Centum (kentum) jezici su italički, helenski, germanski, keltski, anatolski i toharski.
Satem obuhvaća slavenske, indoiranske, armenske, albanski i baltičke jezike.

## Indoeuropski narodi

### Anatolijski narodi
Anatolijski narodi naseljavaju područje Anatolije od prije nekih 4000 godina, odnosno nestankom prastanovnika Hata koje su zamijenili na sceni Hetiti. Hetitsko kraljevstvo trajalo je između 1660. i 1190. prije Krista. U kasnijem periodu javljaju se civilizacije naroda Urartu (860. – 580. pr. Kr.) koji su govorili jezik blizak semitskom i Frigijaca (750. – 300. pr. Kr.) Predstavnici su im:
- Hetiti †
- Karijci (grčki: Καρες, Kares)†
- Lidijci †
- Likijci †
- Luvijci †

Vanjske poveznice
- European History 2000 - 1926 B.C.  Arhivirana inačica izvorne stranice od 12. rujna 2005. (Wayback Machine)

### Baltički narodi
Baltički narodi ili Balti naseljeni su u području uz Baltičko more. Danas su se očuvali samo Litvanci i Letonci. Porodicu predstavljaju:
- Aisti †
- Galindi (†
- Jatvingi †
- Kuri /Kuroni/ †
- Litvanci
- Letonci /Latvijci/
- Nadrovci †
- Prusi, često nazivani stari Prusi. †
- Samogiti †
- Selonci †
- Semigalci †
- Skalvijci †
- Sudovci †

Vanjske poveznice
- The baltics: nationalities and other problems   Arhivirana inačica izvorne stranice od 3. siječnja 2006. (Wayback Machine)

### Germanski narodi
Germani su danas podijeljeni na niz naroda od kojih gotovo svi imaju vlastite države. Predstavnici ove grupe su:
Nijemci, Flamanci (U Belgiji), Luksemburžani, Austrijanci, Danci, Englezi, Norvežani, Šveđani, Nizozemci, Ferojci (s Ferojskih otoka), Frizi, Buri ili Afrikaneri 

### Helenski narodi
Jedini današnji potomci helenskih naroda su današnji Grci. Od starih plemena najveći su bili Ahejci, Jonjani, Dorani i Eoljani.

### Indoiranski (arijski) narodi

#### Indoarijski narodi
U ovu skupinu spadaju Bengalci, Kašmirci, Marati, Pandžabi, Kašmirci, Sindi, Radžputi, Singalezi. Potomci su starog naroda Arijaca koji su jednim dijelom naselili Indiju a drugim Iransku visoravan.

#### Iranski narodi
Afganci (Paštuni), Bahtijari, Baludži, Gilani, Kurdi, Luri, Mazanderani, Oseti, Perzijanci, Tadžici, Tališi, Tati, Zaza.

### Keltski narodi
Kelti su danas jedna od najmanjih grana Indoeuropljana ali s velikom i značajnom ulogom u povijesno doba. Danas je od njih preostalo svega nekoliko naroda od kojih su najznačajniji i najbrojniji Irci, Velšani i Škoti na Britanskom otočju i Bretonci u Francuskoj. 
Kelti Stara značajna plemena bila su: Arverni, Boji (Boii), Briganti (Brigantes), Eduanci (Aedui), Durotriges, Eravisci, Helvećani (Helvetii), Iceni, Nervijci (Nervii), Parisii, Skordisci (Scordisci), Tectosages, Tolistobogii, Trinovanti (Trinovantes), Trocmi, Venetii, Volci (Volcae). 
Vanjske poveznice
- Celtic Europe
- Who were the Celts?

### Romanski narodi
Romanski narodi ili Romani javljaju se kroz povijest romanizacijom domorodačkih plemena i naroda s područja Rimskog Carstva. Njihovi današnji predstavnici su:
Talijani, Francuzi, Rumunji, Arumunji (Vlasi, od više etničkih grupa), Španjolci, Portugalci, Katalonci, Galjegi (Galicijci), Valonci, Moldavci, Retoromani, Korzikanci; stari narodi: Latini, Osci, Umbri.

### Slavenski narodi
Slaveni su velika grana Indoeuropljana koja se dalje dijeli na više ogranaka, to su:
Istočni: Bjelorusi, Rusi, Ukrajinci i Rusini (Ruteni) u koje se ubrajaju i Lemki, Bojki i Huzuli. Ime posljednjim ime znači 'razbojnici'.
Zapadni: Poljaci (najveći), Česi, Slovaci, Moravci, Lužički Srbi (Milčani i Lužičani), Polapski Slaveni ili Polabljani (kojima pripadaju Abodriti ili Obodriti), Pomerjani (s Kašubima i Slovincima).
Južni: Bugari (s Pomacima), Makedonci (s Mijacima i Torbešima), Slovenci, Hrvati, Srbi, Bošnjaci, Crnogorci, Goranci.

### Toharski narodi
Proto-Tohari se prije 4000 godina kreću na područje Ukrajine, a oko 1000. prije nove ere nastavljaju dalje na istok prema Tarimskom bazenu u sjeverozapadnoj Kini. Oni su možda isti narod koji Kinezi zovu Yüeh-chi, kao i sama jezgra carstva Shakan. Jedini predstavnici su Toharci .
Vanjske poveznice
- Tokharian Buddhism in Kucha  Arhivirana inačica izvorne stranice od 17. siječnja 2006. (Wayback Machine)
- TOKHARIAN AND BALTIC  Arhivirana inačica izvorne stranice od 24. travnja 2006. (Wayback Machine)

### Ostale izolirane grupe
- Albanci
- Armenci